# هیروهیسا ساساکی
هیروهیسا ساساکی (انگلیسی: Hirohisa Sasaki؛ زادهٔ ۱۷ فوریهٔ ۱۹۶۱) کارگردان فیلم، و فیلم‌نامه‌نویس اهل ژاپن است.